# Stary Brus
Stary Brus is een dorp in het Poolse woiwodschap Lublin, in het district Włodawski. De plaats maakt deel uit van de gemeente Stary Brus.